# Elezioni presidenziali in Iran del 2017
Le elezioni presidenziali in Iran del 2017 si sono tenute il 19 maggio in un unico turno.

## Contesto

### Sistema elettorale
L'elezione del presidente della Repubblica Islamica dell'Iran è diretta a doppio turno. In caso di non raggiungimento del 50%+1 dei voti validi da parte del candidato vincente al primo turno, è previsto un turno di ballottaggio tra i due candidati più votati.
Ogni cittadino iraniano con un'età superiore ai 18 anni è riuscito a registrarsi come candidato presidenziale. Un'istituzione chiamata Agenzia di Monitoraggio delle Elezioni (EMA: Election Monitoring Agency) e gestita dai membri del Consiglio dei Guardiani della Costituzione ha registrato i candidati e approvato le campagne elettorali di essi. Il Consiglio dei Guardiani non comunica pubblicamente le ragioni per cui un particolare candidato viene rifiutato, anche se tali motivi vengono descritti a ciascuno di essi. Le donne che si sono candidate alle elezioni sono state invariabilmente escluse dalle votazioni da parte del Consiglio.

### Cronologia
Le seguenti sono le date ufficiali riguardanti le elezioni annunciate il 1º aprile 2017 dal Ministero dell'Interno:
- 11 aprile: inizio del processo elettorale seguendo l'ordine stabilito dal Ministro dell'Interno
- 11-13 aprile: i governatori istituiscono i quadri esecutivi
- 11-15 aprile: periodo di registrazione per i candidati
- 15 aprile: le registrazioni sono terminate alle 18:00 (UTC+3:30)
- 16 aprile: il Consiglio dei Guardiani della Costituzione inizia la verifica dei candidati registrati
- 20 aprile: il Consiglio dei Guardiani della Costituzione affronta le obiezioni dei candidati squalificati
- 20 aprile: viene annunciato l'elenco finale dei candidati
- 21 aprile: i candidati finali lanciano le loro campagne ufficiali
- 17 maggio: fine delle campagne elettorali
- 19 maggio: elezioni

### Candidati
Durante il periodo di tempo compreso in cinque giorni (11-15 aprile), un totale di 1.636 individui (di cui 137 donne) si sono registrati per partecipare alle elezioni, un significativo aumento rispetto ai 686 candidati nelle elezioni precedenti del 2013. Centinaia di candidati erano normali cittadini senza esperienze politiche. Alcuni candidati volevano conquistare solamente l'attenzione del popolo, come i prigionieri politici Mehdi Khazali e l'ex deputato Ghasem Sholeh-Saadi. Il 20 aprile 2017 il Consiglio dei Guardiani ha annunciato un elenco con i nomi dei 6 candidati approvati. 
La lista includeva: Hassan Rouhani, Eshaq Jahangiri, Ebrahim Raisi, Mohammad Bagher Ghalibaf, Seyed Mostafa Agha Mirsalim e Mostafa Hashemitaba.
Il 15 maggio 2017 Ghalibaf si è ritirato a favore di Raisi.
Jahangiri il 16 maggio 2017 nel suo discorso a Yasuj si è ritirato in favore di Rouhani.

### Campagna elettorale
L'Islamic Republic of Iran Broadcasting (IRIB) ha fornito a ciascun candidato 210 minuti per i colloqui di campagna elettorale televisiva; il Canale 1 ha trasmesso 3 sessioni in vista delle elezioni: la prima riguardante la politica, la seguente riguardo all'economia e l'ultima aveva come protagonista la questione sociale. La campagna elettorale è stata dominata da comportamenti fortemente populisti e dal Negative campaigning. I conservatori hanno lanciato delle campagne diffamatorie verso il candidato riformista Rouhani, mentre egli inizialmente non aveva caratterizzato la sua campagna elettorale sul sopracitato Negative campaigning. Successivamente Hassan ha cambiato strategia, attaccando direttamente i suoi rivali.
Gli attivisti hanno utilizzato molto il social network Instagram, usufruendo in particolare delle Dirette (ossia trasmettere video in Live streaming, interagendo con gli utenti che commentano).

## Risultati
| Hassan Rouhani              | Partito della Moderazione e dello Sviluppo | 23 636 652 | 58,85 |  |  |  |  |  |
| Ebrahim Raisi               | Associazione dei Chierici Militanti        | 15 835 794 | 39,43 |  |  |  |  |  |
| Seyed Mostafa Agha Mirsalim | Partito della Coalizione Islamica          | 478 267    | 1,19  |  |  |  |  |  |
| Mostafa Hashemitaba         | Kargozaran                                 | 214 441    | 0,53  |  |  |  |  |  |
| Totale                      | Totale                                     | 40 165 154 | 100   |  |  |  |  |  |
|                             |                                            |            |       |  |  |  |  |  |
| Voti non validi             | Voti non validi                            | 1 200 931  | 2,90  |  |  |  |  |  |
| Votanti                     | Votanti                                    | 41 366 085 | 73,33 |  |  |  |  |  |
| Elettori                    | Elettori                                   | 56 410 234 |       |  |  |  |  |  |

### Risultati per provincia
| Provincia                             | Rouhani   | Raisi     | Mirsalim | Hashemitaba | Fonte                                                          |
| ------------------------------------- | --------- | --------- | -------- | ----------- | -------------------------------------------------------------- |
| Provincia di Alborz                   | 832.050   | 390.488   | 16.553   | 5.953       | Alborz                                                         |
| Provincia di Ardabil                  | 404.196   | 256.879   | 8.388    | 3.551       | Provincia di Ardabil                                           |
| Azerbaigian Orientale                 | 1.284.111 | 661.627   | 27.581   | 14.227      | Azerbaigian Orientale                                          |
| Azerbaigian Occidentale               | 1.030.101 | 473.785   | 18.384   | 13.967      | Azerbaigian Occidentale                                        |
| Provincia di Bushehr                  | 328.806   | 223.278   | 3.806    | 1.983       | Bushehr                                                        |
| Provincia di Chahar Mahal e Bakhtiari | 270.619   | 218.607   | 5.576    | 2.115       | Chahar Mahal e Bakhtiari                                       |
| Provincia di Fars                     | 1.511.841 | 903.027   | 19.346   | 9.071       | Provincia di Fars                                              |
| Gilan                                 | 1.043.285 | 442.728   | 17.603   | 7.750       | Gilan                                                          |
| Golestan                              | 610.974   | 358.108   | 8.594    | 4.560       | Golestan                                                       |
| Provincia di Hamadan                  | 418.256   | 483.285   | 14.637   | 6.008       | Hamedan                                                        |
| Hormozgan                             | 480.743   | 370.359   | 8.571    | 4.457       | Hormozgan                                                      |
| Provincia di Ilam                     | 188.925   | 133.023   | 2.781    | 1.143       | Ilam                                                           |
| Provincia di Esfahan                  | 1.391.233 | 1.038.635 | 37.544   | 17.897      | Esfahan                                                        |
| Provincia di Kerman                   |           |           |          |             |                                                                |
| Provincia di Kermanshah               | 699.654   | 313.894   | 8.787    | 4.173       | Kermanshah                                                     |
| Khorasan Settentrionale               | 231.313   | 272.697   | 6.028    | 2.116       | Khorasan Settentrionale                                        |
| Razavi Khorasan                       | 1.422.110 | 1.885.838 | 23.270   | 13.929      | Razavi Khorasan                                                |
| Khorasan Meridionale                  | 159.433   | 301.976   | 2.916    | 1.058       | Khorasan Meridionale                                           |
| Khūzestān                             | 1.162.954 | 896.184   | 23.626   | 14.584      | Khūzestān                                                      |
| Provincia di Kohgiluyeh e Buyer Ahmad | 183.641   | 176.140   | 2.052    | 632         | Kohgiluyeh e Buyer Ahmad                                       |
| Provincia del Kurdistan               | 467.700   | 155.036   | 10.241   | 8.672       | Kurdistan Archiviato il 20 settembre 2011 in Internet Archive. |
| Lorestan                              | 455.277   | 363.300   | 7.661    | 3.324       | Lorestan                                                       |
| Provincia di Markazi                  | 376.905   | 377.051   | 11.449   | 4.437       | Markazi                                                        |
| Mazandaran                            | 1.256.362 | 726.478   | 25.486   | 10.811      | Mazandaran                                                     |
| Provincia di Qazvin                   | 395.911   | 303.469   | 11.907   | 3.958       | Qazvin                                                         |
| Provincia di Qom                      | 219.443   | 350.269   | 13.327   | 5.518       | Qom                                                            |
| Provincia di Semnan                   | 182.279   | 200.658   | 5.758    | 2.100       | Semnan                                                         |
| Sistan e Baluchistan                  | 875.398   | 313.985   | 5.933    | 3.471       | Sistan e Baluchestan                                           |
| Provincia di Teheran                  | 4.388.012 | 1.918.116 | 8.970    | 3.338       | Tehran                                                         |
| Provincia di Yazd                     | 402.995   | 206.514   | 6.141    | 2.904       | Yazd                                                           |
| Provincia di Zanjan                   | 260.049   | 294.603   | 9.760    | 3.213       | Zanjan                                                         |

### Estero
| Paese               | Rouhani | Raisi  | Mirsalim | Hashemitaba | Fonte                                                                                            |
| ------------------- | ------- | ------ | -------- | ----------- | ------------------------------------------------------------------------------------------------ |
| Afghanistan         | 229     | 71     | 12       | 2           |                                                                                                  |
| Algeria             | 27      | 10     | 0        | 0           |                                                                                                  |
| Armenia             | 1.443   | 76     | 8        | 5           |                                                                                                  |
| Australia           | 9.951   | 235    | 13       | 8           |                                                                                                  |
| Azerbaigian         | 1.263   | 113    | 6        | 8           |                                                                                                  |
| Bangladesh          | 40      | 8      | 1        | 2           |                                                                                                  |
| Brunei              | 15      | 2      | 0        | 2           |                                                                                                  |
| Burkina Faso        | 6       | 1      | 0        | 0           |                                                                                                  |
| Cina                | 1.633   | 177    | 9        | 6           |                                                                                                  |
| Congo               | 9       | 4      | 1        | 0           |                                                                                                  |
| Croazia             | 33      | 3      | 0        | 0           |                                                                                                  |
| Cipro               | 1.399   | 50     | 3        | 3           |                                                                                                  |
| Repubblica Ceca     | 194     | 4      | 0        | 0           |                                                                                                  |
| Danimarca           | 953     | 73     | 2        | 4           |                                                                                                  |
| Egitto              | 48      | 6      | 1        | 0           |                                                                                                  |
| Etiopia             | 17      | 4      | 0        | 0           |                                                                                                  |
| Finlandia           | 419     | 17     | 5        | 1           |                                                                                                  |
| Francia             | 3.225   | 112    | 7        | 11          |                                                                                                  |
| Georgia             | 1.145   | 80     | 3        | 7           |                                                                                                  |
| Germania            | 11.926  | 574    | 33       | 24          | http://berlin.mfa.ir/index.aspx?fkeyid=&siteid=10&fkeyid=&siteid=10&pageid=33967&newsview=455919 |
| Ghana               | 38      | 2      | 0        | 0           |                                                                                                  |
| Grecia              | 189     | 16     | 2        | 1           |                                                                                                  |
| Guinea-Bissau       | 13      | 3      | 0        | 0           |                                                                                                  |
| Hong Kong           | 59      | 5      | 0        | 1           |                                                                                                  |
| Ungheria            | 1.176   | 34     | 2        | 1           |                                                                                                  |
| India               | 1.434   | 180    | 16       | 3           |                                                                                                  |
| Indonesia           | 91      | 18     | 2        | 1           |                                                                                                  |
| Iraq                | 10.070  | 18.608 | 345      | 187         |                                                                                                  |
| Giappone            | 444     | 61     | 2        | 3           |                                                                                                  |
| Giordania           | 49      | 12     | 3        | 0           |                                                                                                  |
| Kazakistan          | 185     | 154    | 2        | 0           |                                                                                                  |
| Kenya               | 66      | 8      | 1        | 1           |                                                                                                  |
| Kuwait              | 4.340   | 1.901  | 78       | 41          |                                                                                                  |
| Kirghizistan        | 103     | 19     | 1        | 1           |                                                                                                  |
| Libano              | 401     | 533    | 4        | 3           |                                                                                                  |
| Madagascar          | 10      | 6      | 0        | 0           |                                                                                                  |
| Malaysia            | 2.516   | 103    | 8        | 3           |                                                                                                  |
| Mali                | 8       | 4      | 0        | 0           |                                                                                                  |
| Marocco             | 44      | 2      | 0        | 0           |                                                                                                  |
| Namibia             | 6       | 3      | 0        | 0           |                                                                                                  |
| Paesi Bassi         | 1.944   | 124    | 11       | 4           |                                                                                                  |
| Nuova Zelanda       | 914     | 34     | 4        | 0           |                                                                                                  |
| Niger               | 8       | 1      | 0        | 0           |                                                                                                  |
| Nigeria             | 10      | 4      | 0        | 1           |                                                                                                  |
| Corea del Nord      | 6       | 6      | 0        | 0           |                                                                                                  |
| Norvegia            | 806     | 37     | 2        | 2           |                                                                                                  |
| Oman                | 1.082   | 225    | 22       | 11          |                                                                                                  |
| Pakistan            | 693     | 112    | 6        | 11          |                                                                                                  |
| Filippine           | 181     | 23     | 1        | 0           |                                                                                                  |
| Polonia             | 155     | 11     | 4        | 0           |                                                                                                  |
| Qatar               | 1.963   | 622    | 32       | 0           |                                                                                                  |
| Romania             | 246     | 23     | 2        | 0           |                                                                                                  |
| Russia              | 1.030   | 167    | 13       | 6           |                                                                                                  |
| Senegal             | 13      | 11     | 0        | 1           |                                                                                                  |
| Serbia              | 66      | 4      | 1        | 0           |                                                                                                  |
| Sierra Leone        | 5       | 4      | 0        | 0           |                                                                                                  |
| Singapore           | 287     | 10     | 2        | 0           |                                                                                                  |
| Sudafrica           | 295     | 24     | 3        | 2           |                                                                                                  |
| Corea del Sud       | 362     | 31     | 1        | 1           |                                                                                                  |
| Sri Lanka           | 285     | 17     | 2        | 3           |                                                                                                  |
| Svezia              | 3.039   | 194    | 13       | 6           |                                                                                                  |
| Svizzera            | 1.475   | 80     | 7        | 4           |                                                                                                  |
| Siria               | 360     | 2.196  | 11       | 7           |                                                                                                  |
| Tagikistan          | 407     | 51     | 3        | 3           |                                                                                                  |
| Tanzania            | 83      | 30     | 1        | 1           |                                                                                                  |
| Thailandia          | 347     | 43     | 0        | 0           |                                                                                                  |
| Tunisia             | 36      | 14     | 0        | 1           |                                                                                                  |
| Turchia             | 4.723   | 188    | 24       | 8           |                                                                                                  |
| Turkmenistan        | 204     | 60     | 2        | 1           |                                                                                                  |
| Uganda              | 23      | 10     | 0        | 0           |                                                                                                  |
| Emirati Arabi Uniti | 9.919   | 1.127  | 63       | 39          |                                                                                                  |
| Regno Unito         | 9.472   | 530    | 35       | 18          |                                                                                                  |
| Stati Uniti         | 29.118  | 1.038  | 118      | 38          |                                                                                                  |
| Uzbekistan          | 89      | 14     | 0        | 0           |                                                                                                  |
| Vietnam             | 22      | 0      | 0        | 0           |                                                                                                  |
| Zimbabwe            | 38      | 4      | 0        | 0           |                                                                                                  |

### Mappe e grafici

Elezioni presidenziali in Iran del 2017 per provincia.
Elezioni presidenziali in Iran del 2017 per provincia. Le dimensioni di ciascun grafico a torta sono proporzionali ai voti totali di ciascuna provincia.
Elezioni presidenziali in Iran del 2017 per provincia. L'area di ogni regione è proporzionale al numero dei voti totali.
Elezioni presidenziali in Iran del 2017 per shahrestān.
Voti ricevuti da Rouhani per shahrestān e provincia.
Voti ricevuti da Raisi per shahrestān e provincia.
Elezioni presidenziali in Iran del 2017 per provincia. La dimensione di ogni provincia è proporzionale alla sua popolazione.
Risultati delle Elezioni presidenziali in Iran del 2017 (grafico a barre).
Risultati delle Elezioni presidenziali in Iran del 2017 (grafico a torta).
Affluenza alle urne per ciascuna provincia.

Voti all'estero delle Elezioni presidenziali in Iran del 2017